# Jan Svoboda (1900)

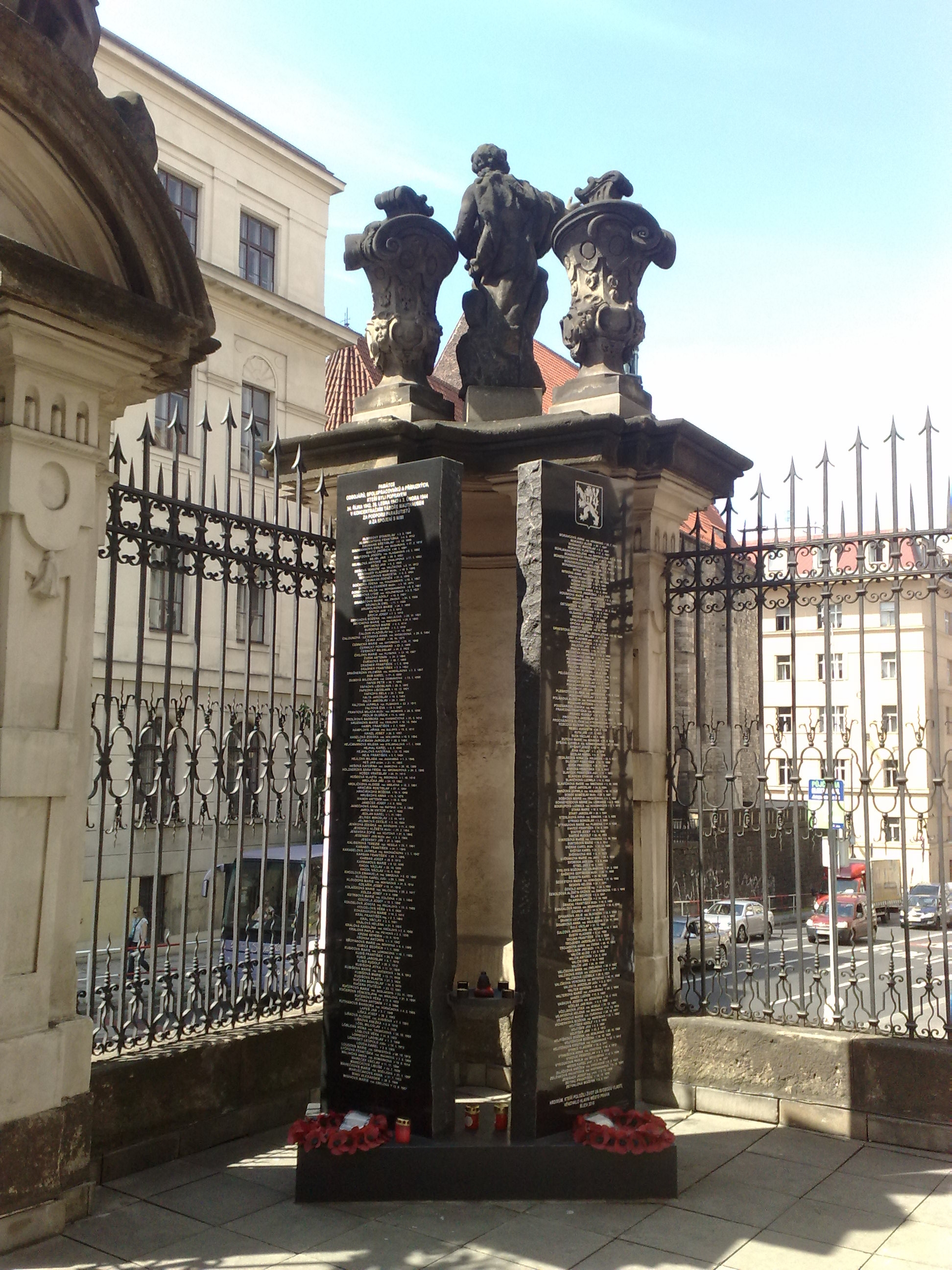
Pomník odbojářům popraveným a umučeným v souvislosti s operací Anthropoid v Resslově ulici v Praze

JUDr. Jan Svoboda (2. září 1900 Praha – 26. ledna 1943 KT Mauthausen) byl právník a náčelník Sokola Praha Smíchov. Za protektorátu byl členem sokolského odboje a patřil k podporovatelům parašutistů operace Anthropoid.

## Život
Jan Svoboda se narodil jako nejmladší z pěti dětí truhlářského mistra Stanislava Svobody (1861–1928) a Marie Svobodové, roz.Šerpanové (1857–1906). V roce 1907 se s rodiči a třemi sourozenci přestěhoval ze Zborovské ulice na tehdejší Ferdinandovo nábřeží čp. 477/13, (dnešní Janáčkovo nábřeží čp. 477/41). O dva roky později se rodina již bez zemřelé matky přestěhovala o několik domů dál do čp. 453/4 (dnes čp. 138/59), kde bydlel až do konce svého života .
Jan Svoboda pracoval jako právnický koncipista. Kromě advokátní praxe vykonával funkci náčelníka smíchovského Sokola "Praha-Jungmann", kde byl zároveň předcvičitelem. Do sokolského protiněmeckého odboje se zapojil v lednu roku 1942. Tehdy jej oslovili František Pecháček a Jan Zelenka-Hajský s prosbou o zajištění přechodného ubytování dvou osob (parašutistů) na Smíchově. Tyto muže (Jozefa Gabčíka a Jana Kubiše), které k němu později přivedl Jan Zelenka-Hajský, pak Jan Svoboda ubytoval v bytě na Janáčkově nábřeží (za okupace přejmenovaném na Pekařovo nábřeží čp. 138/59 na tři dny.
Měl jsem buď prohlásit, že jsem ochoten ubytovat dva muže v mém bytě, nebo pro ně hledat útočiště u mých známých. V této záležitosti dostavil jsem se k mému známému (Vratislavu) Hoškovi, který eventuálně měl u sebe tyto dva muže ubytovat. K tomu ovšem nedošlo, nýbrž tito dva muži byli ke mně přivedeni Hajským a já je potom ubytovával 3 dny.
JUDr. Jan Svoboda, Z výpovědi při výslechu, 
V sokolské župě Praha-Jungmann se Jan Svoboda stal odbojovým vedoucím a zároveň měl na starosti budování ilegální odbojové organizace v okrese Praha-venkov a v Berouně. V odboji používal krycí jméno Gustav Ježek. Zatčení Jana Svobody gestapem proběhlo 19. června 1942. Během výslechů se snažil německé vyšetřovatele a gestapo svést na falešné stopy. Z policejní vazby v Praze na Pankráci byl deportován do věznice pražského gestapa v Malé pevnosti v Terezíně, odtud pak následně 15. ledna 1943 na popravu do koncentračního tábora Mauthausen. JUDr. Jan Svoboda byl popraven v KT Mauthausen dne 26. ledna 1943 v 16 hodin 55 minut jako poslední odsouzený toho dne.

Spolupracovníci v sokolském odboji
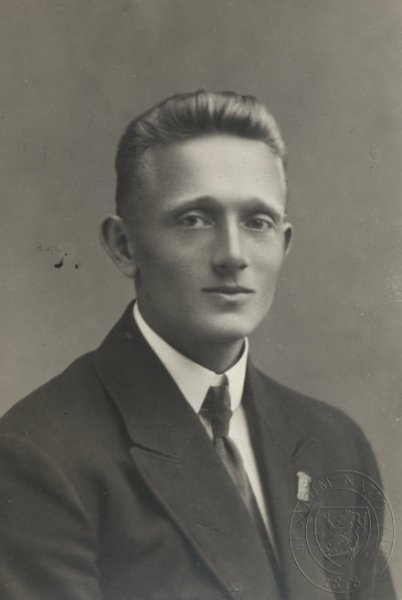
František Pecháček
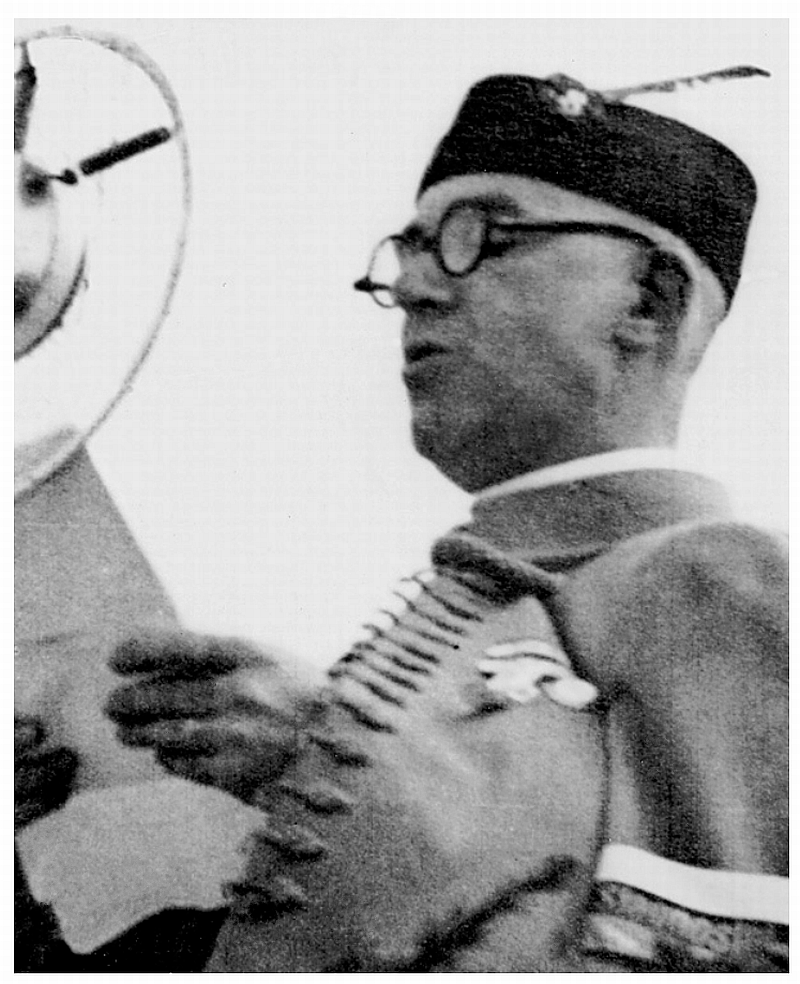
Jan Zelenka-Hajský
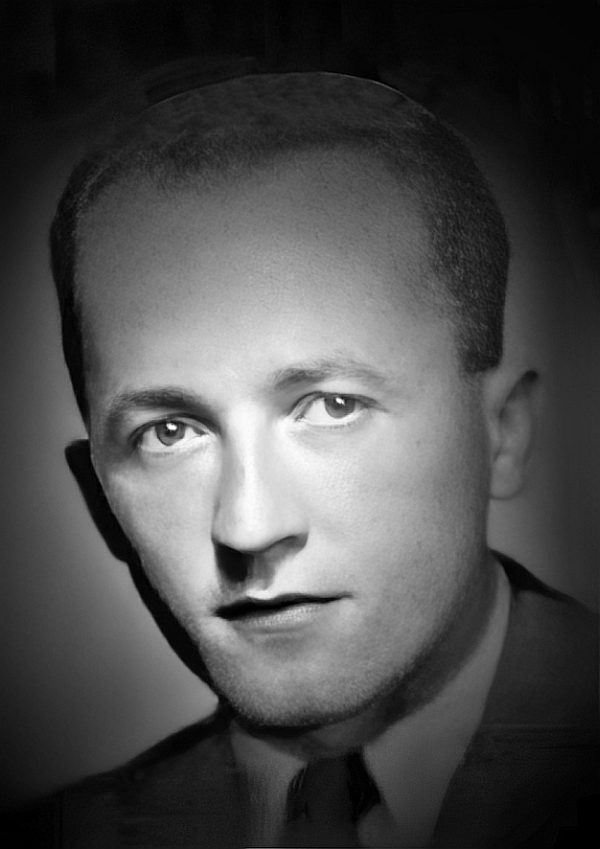
Vratislav Hošek

## Připomínka Jana Svobody
Na terase pravoslavného chrámu svatého Cyrila a Metoděje v Resslově ulici v Praze byl v lednu roku 2011 slavnostně odhalen pomník spolupracovníků parašutistů a jejich rodinných příslušníků, kteří byli popraveni v německém koncentračním táboře Mauthausenu. Pomník je společným dílem české akademické sochařky Marie Šeborové (* 29. srpna 1966) a písmokameníka Pavla Tošnara z pražských Kolovrat, má tvar dvou navzájem pravoúhle vztyčených kvádrů z černého leštěného kamene a na dvou vertikálně protáhlých deskách nese nápis:
Památce odbojářů, spolupracovníků a příbuzných, kteří byli popraveni 24 října 1942, 26. ledna 1943 a 3. února 1944 v koncentračním táboře Mauthausen za podporu parašutistů a za spojení s nimi ..... (následuje výčet jmen) .... Svoboda Jan JUDr. *2. 9. 1900 .... (výčet jmen pokračuje i na druhé desce se státním znakem Československa, která končí větou:) ... Hrdinům, kteří položili život za svobodu vlasti, věnovalo Hlavní město Praha, říjen 2010.